# Уолл, Джек
Джек Уолл (англ. Jack Wall; род. 1964, Финиксвилл, Пенсильвания) ― американский композитор музыки для компьютерных игр. Он написал саундтрек для более 20 игр, включая франшизы Mass Effect, Call of Duty и Splinter Cell. Уолл получил степень в бакалавра в Филадельфии, после недолго проработал в области гражданского строительства, а затем занялся сочинением музыки. Джек Уолл работал с множеством известных музыкантов.
За годы своей карьеры был номинирован и получил множество наград и премий.

## Биография

### Ранняя жизнь
Джек Уолл родился в городе Финиксвилл, штат Пенсильвания в 1964 году. Перед тем, как начать профессионально заниматься музыкой, Джек Уолл учился в инженерной школе и получил степень бакалавра в области гражданского строительства.
Со временем заниматься музыкой ему стало гораздо интереснее. Уолл входил в рок-группу, но потом ушёл из неё. Сначала он работал барменом, а позже начал работать в студиях звукозаписи в Филадельфии, а затем в Бостоне и Нью-Йорке, где он работал в Skyline Studios.
В данной студии с 1991 года по 1994 он работал со многими известными музыкантами. Во время работы над фильмом Дом Америки он был сильно впечатлён работой Джона Кейла, который трудился над саундтреком очень упорно.

### Карьера
Первой игрой, над которой работал Уолл была Vigilance, выпущенная в 1997 году, в этот же год родилась его дочка Грейси. В 2001 году он создал саундтрек к игре Myst III: Exile, по его словам данная игра  поспособствовала его становлению, как композитора видеоигр. Также Уолл отмечал, что данная игра была продолжением первой игры в которую он играл. В 2002 году стал старшим директором Game Audio Network Guild (G.A.N.G.).
В 2007 году работал над космооперой Mass Effect, по его словам, это было очень трудно, так как Кейси Хадсон, руководитель проекта, требовал от Уолла звук в стиле киберпанка Бегущий по лезвию. Тем не менее, работа композитора получила хвалебные отзывы от критиков и Уолл получил множество наград.
В 2020 году Джек Уолл создал саундтрек для игры Call of Duty: Black Ops Cold War, это было для него непростой задачей не только из-за пандемии, но и из-за того, что он старался написать музыку с русским языком, которого не знал.

## Дискография

### Видеоигры
| Год  | Название                                     | Разработчик(и)              | Издатель                                     |
| ---- | -------------------------------------------- | --------------------------- | -------------------------------------------- |
| 1998 | Vigilance                                    | PostLinear Entertainment    | SegaSoft                                     |
| 1998 | 10Six                                        | SegaSoft                    | SegaSoft                                     |
| 1998 | Flying Saucer                                | PostLinear Entertainment    | JoWooD Productions Software AG Software 2000 |
| 2000 | Animorphs: Know the Secret                   | Gigawatt Studios            | GT Interactive                               |
| 2000 | Evil Dead: Hail to the King                  | Heavy Iron Studios          | THQ                                          |
| 2001 | Ultimate Ride                                | Disney Interactive Studios  | Disney Interactive Studios                   |
| 2001 | Myst III: Exile                              | Presto Studios              | Ubisoft                                      |
| 2001 | Disney's Extremely Goofy Skateboarding       | Krome Studios               | Disney Interactive Studios                   |
| 2002 | The Mark of Kri                              | San Diego Studio            | Sony Computer Entertainment                  |
| 2003 | Ben Hur: Blood of Braves                     | Microïds                    | Microïds                                     |
| 2003 | Unreal II: The Awakening                     | Legend Entertainment        | Atari                                        |
| 2004 | Wrath Unleashed                              | The Collective              | LucasArts                                    |
| 2004 | Tom Clancy's Splinter Cell: Pandora Tomorrow | Ubisoft Shanghai            | Ubisoft                                      |
| 2004 | Myst IV: Revelation                          | Ubisoft Montreal            | Ubisoft                                      |
| 2005 | Rise of the Kasai                            | Bottlerocket Entertainment  | Sony Computer Entertainment America          |
| 2005 | Neopets: The Darkest Faerie                  | Idol Minds                  | Sony Computer Entertainment                  |
| 2005 | Jade Empire                                  | BioWare                     | Microsoft Games Studios                      |
| 2007 | Mass Effect                                  | BioWare                     | Microsoft Games Studios                      |
| 2010 | Mass Effect 2                                | BioWare                     | Electronic Arts                              |
| 2012 | Call of Duty: Black Ops II                   | Treyarch                    | Activision                                   |
| 2013 | Lost Planet 3                                | Spark Unlimited             | Capcom                                       |
| 2015 | Call of Duty: Black Ops III                  | Treyarch                    | Activision                                   |
| 2016 | Into The Stars                               | Fugitive Games              | Iceberg Interactive                          |
| 2017 | Dota 2                                       | Valve                       | Valve                                        |
| 2017 | LawBreakers                                  | Boss Key Productions        | Nexon                                        |
| 2018 | Call of Duty: Black Ops 4                    | Treyarch                    | Activision                                   |
| 2020 | Call of Duty: Black Ops Cold War             | Treyarch Raven Software     | Activision                                   |
| 2021 | Call of Duty: Vanguard                       | Sledgehammer Games Treyarch | Activision                                   |
| 2024 | Call of Duty: Black Ops 6                    | Treyarch Raven Software     | Activision                                   |